# Melo (Córdova)
Melo é um município da província de Córdova, na Argentina.